# Élections municipales de 2014 dans la Seine-Maritime
Les élections municipales se sont déroulées les 23 et 30 mars 2014 en Seine-Maritime.

## Maires sortants et maires élus
Le scrutin est marqué par quelques changements. Remportant Saint-Valéry-en-Caux et conservant Rouen, la gauche est battue à Duclair, Eu, Fécamp, Gournay-en-Bray, Lillebonne, Mont-Saint-Aignan et Montivilliers. La droite se maintient au Havre et remporte Quincampoix. L’UDI conserve Montville et Saint-Nicolas-d’Aliermont.
| Commune                    | Population | Maire sortant           | Parti | Parti       | Maire élu                     | Parti | Parti |
| -------------------------- | ---------- | ----------------------- | ----- | ----------- | ----------------------------- | ----- | ----- |
| Amfreville-la-Mi-Voie      | 3 159      | Luc Von Lennep          |       | PS          | Luc Von Lennep                |       | PS    |
| Barentin                   | 12 239     | Michel Bentot           |       | PRG         | Michel Bentot                 |       | PRG   |
| Bois-Guillaume-Bihorel     | 21 107     | Gilbert Renard          |       | UMP         | Gilbert Renard                |       | UMP   |
| Bolbec                     | 11 732     | Dominique Metot         |       | DVG         | Dominique Metot               |       | DVG   |
| Bonsecours                 | 6 469      | Laurent Grelaud         |       | PS          | Laurent Grelaud               |       | PS    |
| Boos                       | 3 292      | Michel Bovin            |       | DVD         | Françoise Tiercelin           |       | DVD   |
| Canteleu                   | 14 790     | Christophe Bouillon     |       | PS          | Mélanie Boulanger             |       | PS    |
| Cany-Barville              | 3 032      | Jean-Pierre Thévenot    |       | PS          | Jean-Pierre Thévenot          |       | PS    |
| Caudebec-lès-Elbeuf        | 9 905      | Noël Caru               |       | DVG         | Laurent Bonnaterre            |       | PS    |
| Cléon                      | 5 452      | Alain Ovide             |       | PS          | Alain Ovide                   |       | PS    |
| Darnétal                   | 9 492      | Christian Lecerf        |       | SE          | Christian Lecerf              |       | SE    |
| Déville-lès-Rouen          | 10 365     | Dominique Gambier       |       | PS          | Dominique Gambier             |       | PS    |
| Dieppe                     | 31 148     | Sébastien Jumel         |       | PCF         | Sébastien Jumel               |       | PCF   |
| Duclair                    | 4 139      | Joseph Macé             |       | DVG         | Jean Delalandre               |       | DVD   |
| Elbeuf                     | 16 800     | Djoudé Merabet          |       | PS          | Djoudé Merabet                |       | PS    |
| Eu                         | 7 351      | Marie-Françoise Gaouyer |       | PS          | Yves Derrien                  |       | DVD   |
| Fécamp                     | 19 264     | Patrick Jeanne          |       | PS          | Marie-Agnès Poussier-Winsback |       | UMP   |
| Forges-les-Eaux            | 3 502      | Michel Lejeune          |       | UMP         | Michel Lejeune                |       | UMP   |
| Franqueville-Saint-Pierre  | 6 031      | Jean-Yves Husson        |       | DVD         | Philippe Leroy                |       | DVD   |
| Gonfreville-l'Orcher       | 9 119      | Jean-Paul Lecoq         |       | PCF         | Jean-Paul Lecoq               |       | PCF   |
| Gournay-en-Bray            | 6 402      | Jean-Lou Pain           |       | DVG         | Éric Picard                   |       | DVD   |
| Grand-Couronne             | 9 836      | Michel Lamazouade       |       | PCF         | Michel Lamazouade             |       | PCF   |
| Harfleur                   | 8 197      | François Guégan         |       | PCF         | François Guégan               |       | PCF   |
| Le Grand-Quevilly          | 24 637     | Marc Massion            |       | PS          | Marc Massion                  |       | PS    |
| Le Havre                   | 174 156    | Édouard Philippe        |       | UMP         | Édouard Philippe              |       | UMP   |
| Le Houlme                  | 4 010      | Daniel Grenier          |       | PCF         | Daniel Grenier                |       | PCF   |
| Le Mesnil-Esnard           | 7 253      | Serge Cramoisan         |       | DVD         | Norbert Thory                 |       | DVD   |
| Le Petit-Quevilly          | 22 055     | Frédéric Sanchez        |       | PS          | Frédéric Sanchez              |       | PS    |
| Le Trait                   | 5 254      | Jean-Marie Aline        |       | DVG         | Patrick Callais               |       | DVG   |
| Le Tréport                 | 5 261      | Alain Longuent          |       | PCF         | Alain Longuent                |       | PCF   |
| Lillebonne                 | 8 880      | Nicolas Beaussart       |       | PS          | Philippe Leroux               |       | UMP   |
| Malaunay                   | 5 959      | Guillaume Coutey        |       | PS          | Guillaume Coutey              |       | PS    |
| Maromme                    | 11 349     | David Lamiray           |       | PS          | David Lamiray                 |       | PS    |
| Mont-Saint-Aignan          | 19 333     | Patrice Colasse         |       | PS          | Catherine Flavigny            |       | UMP   |
| Montivilliers              | 16 344     | Daniel Petit            |       | DVG         | Daniel Fidelin                |       | DVD   |
| Montville                  | 4 756      | Pascal Martin           |       | UDI         | Pascal Martin                 |       | UDI   |
| Neufchâtel-en-Bray         | 4 836      | Xavier Lefrançois       |       | DVD         | Xavier Lefrançois             |       | DVD   |
| Notre-Dame-de-Bondeville   | 7 024      | Jean-Yves Merle         |       | PS          | Jean-Yves Merle               |       | DVG   |
| Notre-Dame-de-Gravenchon   | 8 105      | Jean-Claude Weiss       |       | DVD         | Virginie Carolo Lutrot        |       | DVD   |
| Octeville-sur-Mer          | 5 791      | Jean-Louis Rousselin    |       | DVD         | Jean-Louis Rousselin          |       | DVD   |
| Offranville                | 3 316      | Claude Dolique          |       | SE          | Imelda Vandecandelaere        |       | DVD   |
| Oissel                     | 11 395     | Thierry Foucaud         |       | PCF         | Stéphane Barré                |       | PCF   |
| Pavilly                    | 6 224      | Claude Lemesle          |       | DVD         | Claude Lemesle                |       | DVD   |
| Petit-Couronne             | 9 248      | Dominique Randon        |       | PS          | Dominique Randon              |       | PS    |
| Quincampoix                | 3 023      | Éric Herbet             |       |             | Éric Herbet                   |       | DVD   |
| Rouen                      | 111 553    | Yvon Robert             |       | PS          | Yvon Robert                   |       | PS    |
| Saint-Aubin-lès-Elbeuf     | 8 131      | Jean-Marie Masson       |       | DVG         | Jean-Marie Masson             |       | DVG   |
| Saint-Étienne-du-Rouvray   | 28 118     | Hubert Wulfranc         |       | PCF         | Hubert Wulfranc               |       | PCF   |
| Saint-Léger-du-Bourg-Denis | 3 464      | Nicolle Rimasson        |       | PS          | Jean-Pierre Garcia            |       | PG    |
| Saint-Nicolas-d'Aliermont  | 3 680      | Blandine Lefebvre       |       | UDI         | Blandine Lefebvre             |       | UDI   |
| Saint-Pierre-lès-Elbeuf    | 8 392      | Patrice Désanglois      |       | PS          | Patrice Désanglois            |       | PS    |
| Saint-Romain-de-Colbosc    | 3 838      | Bertrand Girardin       |       | DVD         | Bertrand Girardin             |       | DVD   |
| Saint-Valery-en-Caux       | 4 374      | Gérard Mauger           |       | DVD         | Dominique Chauvel             |       | DVG   |
| Sainte-Adresse             | 7 494      | Patrice Gélard          |       | UMP         | Hubert Dejean De La Batie     |       | UMP   |
| Sotteville-lès-Rouen       | 28 679     | Pierre Bourguignon      |       | DVG (ex-PS) | Luce Pane                     |       | PS    |
| Yvetot                     | 11 725     | Émile Canu              |       | PS          | Émile Canu                    |       | PS    |

## Résultats dans les communes de plus de3 000 habitants

### Amfreville-la-Mi-Voie
- Maire sortant : Luc Von Lennep (PS)
- 23 sièges à pourvoir au conseil municipal (population légale 2011 : 3 159 habitants)
- 1 sièges à pourvoir au conseil communautaire (Métropole Rouen Normandie)

| composition du conseil municipal d'Amfreville-la-Mi-Voie après les élections 2014 |                  |                |              |              |        |        |  |  |
| Tête de liste                                                                     | Tête de liste    | Liste          | Premier tour | Premier tour | Sièges | Sièges |  |  |
| Tête de liste                                                                     | Tête de liste    | Liste          | Voix         | %            | CM     | CC     |  |  |
|                                                                                   | Luc Von Lennep * | PS             | 723          | 100,00       | 23     | 1      |  |  |
|                                                                                   |                  |                |              |              |        |        |  |  |
| Inscrits                                                                          | Inscrits         | Inscrits       | 2 203        | 100,00       |        |        |  |  |
| Abstentions                                                                       | Abstentions      | Abstentions    | 1 298        | 58,92        |        |        |  |  |
| Votants                                                                           | Votants          | Votants        | 905          | 41,08        |        |        |  |  |
| Blancs et nuls                                                                    | Blancs et nuls   | Blancs et nuls | 182          | 20,11        |        |        |  |  |
| Exprimés                                                                          | Exprimés         | Exprimés       | 723          | 79,89        |        |        |  |  |
| * Liste du maire sortant                                                          |                  |                |              |              |        |        |  |  |

### Barentin
- Maire sortant : Michel Bentot (PRG)
- 33 sièges à pourvoir au conseil municipal (population légale 2011 : 12 239 habitants)
- 6 sièges à pourvoir au conseil communautaire (CC Caux-Austreberthe)

| Tête de liste            | Tête de liste     | Liste           | Premier tour | Premier tour | Second tour | Second tour | Sièges | Sièges |
| Tête de liste            | Tête de liste     | Liste           | Voix         | %            | Voix        | %           | CM     | CC     |
| ------------------------ | ----------------- | --------------- | ------------ | ------------ | ----------- | ----------- | ------ | ------ |
|                          | Michel Bentot *   | PRG-PS-PCF-EELV | 2 450        | 48,44        | 2 388       | 47,97       | 25     | 5      |
|                          | Suzanne Sy Savane | DVG             | 1 225        | 24,22        | 1 426       | 28,64       | 5      | 1      |
|                          | Timothée Houssin  | FN              | 713          | 14,09        | 705         | 14,16       | 2      |        |
|                          | Cédric Barreau    | UMP-UDI         | 669          | 13,22        | 459         | 9,22        | 1      |        |
|                          |                   |                 |              |              |             |             |        |        |
| Inscrits                 | Inscrits          | Inscrits        | 8 656        | 100,00       | 8 656       | 100,00      |        |        |
| Abstentions              | Abstentions       | Abstentions     | 3 491        | 40,33        | 3 599       | 41,58       |        |        |
| Votants                  | Votants           | Votants         | 5 165        | 59,67        | 5 057       | 58,42       |        |        |
| Blancs et nuls           | Blancs et nuls    | Blancs et nuls  | 108          | 2,09         | 79          | 1,56        |        |        |
| Exprimés                 | Exprimés          | Exprimés        | 5 057        | 97,91        | 4 978       | 98,44       |        |        |
| * Liste du maire sortant |                   |                 |              |              |             |             |        |        |

### Bihorel
- Maire sortant : Pascal Houbron (UDI)
- 29 sièges à pourvoir au conseil municipal (population légale 2011 : 8 353 habitants)
- 2 sièges à pourvoir au conseil communautaire (Métropole Rouen Normandie)

|                          | Pascal Houbron * | UMP-UDI        | 2 028 | 51,74  | 23 | 2 |  |  |
|                          | Benoit Petel     | PS-PCF-EELV    | 1 497 | 38,19  | 5  |   |  |  |
|                          | Jean-Noël Traore | SE             | 394   | 10,05  | 1  |   |  |  |
|                          |                  |                |       |        |    |   |  |  |
| Inscrits                 | Inscrits         | Inscrits       | 6 327 | 100,00 |    |   |  |  |
| Abstentions              | Abstentions      | Abstentions    | 2 192 | 34,65  |    |   |  |  |
| Votants                  | Votants          | Votants        | 4 135 | 65,35  |    |   |  |  |
| Blancs et nuls           | Blancs et nuls   | Blancs et nuls | 216   | 5,22   |    |   |  |  |
| Exprimés                 | Exprimés         | Exprimés       | 3 919 | 94,78  |    |   |  |  |
| * Liste du maire sortant |                  |                |       |        |    |   |  |  |

### Bois-Guillaume
- Maire sortant : Gilbert Renard (UMP)
- 33 sièges à pourvoir au conseil municipal (population légale 2011 : 12 754 habitants)
- 4 sièges à pourvoir au conseil communautaire (CA Rouen-Elbeuf-Austreberthe)

|                          | Gilbert Renard * | UMP-UDI        | 3 009  | 51,56  | 26 | 4 |  |  |
|                          | Michel Philippe  | PS             | 1 489  | 25,51  | 4  |   |  |  |
|                          | Alain Ternisien  | MoDem          | 1 337  | 22,91  | 3  |   |  |  |
|                          |                  |                |        |        |    |   |  |  |
| Inscrits                 | Inscrits         | Inscrits       | 11 014 | 100,00 |    |   |  |  |
| Abstentions              | Abstentions      | Abstentions    | 4 825  | 43,81  |    |   |  |  |
| Votants                  | Votants          | Votants        | 6 189  | 56,19  |    |   |  |  |
| Blancs et nuls           | Blancs et nuls   | Blancs et nuls | 354    | 5,72   |    |   |  |  |
| Exprimés                 | Exprimés         | Exprimés       | 5 835  | 94,28  |    |   |  |  |
| * Liste du maire sortant |                  |                |        |        |    |   |  |  |

### Bolbec
- Maire sortant : Dominique Metot (SE)
- 33 sièges à pourvoir au conseil municipal (population légale 2011 : 11 732 habitants)
- 12 sièges à pourvoir au conseil communautaire (CA Caux Seine Agglo)

|                          | Dominique Metot * | DVG            | 2 617 | 60,18  | 27 | 11 |  |  |
|                          | Céline Brulin     | PCF-PS-EELV    | 1 024 | 23,55  | 4  | 1  |  |  |
|                          | Rachid Chebli     | DVG            | 358   | 8,23   | 1  |    |  |  |
|                          | Douglas Potier    | UMP-UDI        | 349   | 8,02   | 1  |    |  |  |
|                          |                   |                |       |        |    |    |  |  |
| Inscrits                 | Inscrits          | Inscrits       | 7 559 | 100,00 |    |    |  |  |
| Abstentions              | Abstentions       | Abstentions    | 3 097 | 40,97  |    |    |  |  |
| Votants                  | Votants           | Votants        | 4 462 | 59,03  |    |    |  |  |
| Blancs et nuls           | Blancs et nuls    | Blancs et nuls | 114   | 2,55   |    |    |  |  |
| Exprimés                 | Exprimés          | Exprimés       | 4 348 | 97,45  |    |    |  |  |
| * Liste du maire sortant |                   |                |       |        |    |    |  |  |

### Bonsecours
- Maire sortant : Laurent Grelaud (PS)
- 29 sièges à pourvoir au conseil municipal (population légale 2011 : 6 469 habitants)
- 2 sièges à pourvoir au conseil communautaire (Métropole Rouen Normandie)

| composition du conseil municipal de Bonsecours après les élections 2014 |                   |                |              |              |        |        |  |  |
| Tête de liste                                                           | Tête de liste     | Liste          | Premier tour | Premier tour | Sièges | Sièges |  |  |
| Tête de liste                                                           | Tête de liste     | Liste          | Voix         | %            | CM     | CC     |  |  |
|                                                                         | Laurent Grelaud * | PS             | 2 092        | 65,97        | 24     | 2      |  |  |
|                                                                         | Marc Layet        | DVD            | 1 079        | 34,02        | 5      |        |  |  |
|                                                                         |                   |                |              |              |        |        |  |  |
| Inscrits                                                                | Inscrits          | Inscrits       | 5 229        | 100,00       |        |        |  |  |
| Abstentions                                                             | Abstentions       | Abstentions    | 1 939        | 37,08        |        |        |  |  |
| Votants                                                                 | Votants           | Votants        | 3 290        | 62,92        |        |        |  |  |
| Blancs et nuls                                                          | Blancs et nuls    | Blancs et nuls | 119          | 3,62         |        |        |  |  |
| Exprimés                                                                | Exprimés          | Exprimés       | 3 171        | 96,38        |        |        |  |  |
| * Liste du maire sortant                                                |                   |                |              |              |        |        |  |  |

### Boos
- Maire sortant : Michel Bovin (SE)
- 23 sièges à pourvoir au conseil municipal (population légale 2011 : 3 292 habitants)
- 1 sièges à pourvoir au conseil communautaire (Métropole Rouen Normandie)

|                | Françoise Tiercelin | SE             | 1 115 | 68,40  | 20 | 1 |  |  |
|                | Yves Soret          | DVG            | 515   | 31,59  | 3  |   |  |  |
|                |                     |                |       |        |    |   |  |  |
| Inscrits       | Inscrits            | Inscrits       | 2 705 | 100,00 |    |   |  |  |
| Abstentions    | Abstentions         | Abstentions    | 1 003 | 37,08  |    |   |  |  |
| Votants        | Votants             | Votants        | 1 702 | 62,92  |    |   |  |  |
| Blancs et nuls | Blancs et nuls      | Blancs et nuls | 72    | 4,23   |    |   |  |  |
| Exprimés       | Exprimés            | Exprimés       | 1 630 | 95,77  |    |   |  |  |

### Canteleu
- Maire sortant : Christophe Bouillon (PS)
- 33 sièges à pourvoir au conseil municipal (population légale 2011 : 14 790 habitants)
- 4 sièges à pourvoir au conseil communautaire (Métropole Rouen Normandie)

|                | Mélanie Boulanger | PS-PCF-EELV    | 2 799 | 54,70  | 26 | 4 |  |  |
|                | Romain Queruel    | FN             | 1 051 | 20,53  | 3  |   |  |  |
|                | Karim Hadef       | DVD            | 684   | 13,36  | 2  |   |  |  |
|                | Frank Prouhet     | EXG            | 583   | 11,39  | 2  |   |  |  |
|                |                   |                |       |        |    |   |  |  |
| Inscrits       | Inscrits          | Inscrits       | 8 992 | 100,00 |    |   |  |  |
| Abstentions    | Abstentions       | Abstentions    | 3 686 | 40,99  |    |   |  |  |
| Votants        | Votants           | Votants        | 5 306 | 59,01  |    |   |  |  |
| Blancs et nuls | Blancs et nuls    | Blancs et nuls | 189   | 3,56   |    |   |  |  |
| Exprimés       | Exprimés          | Exprimés       | 5 117 | 96,44  |    |   |  |  |

### Cany-Barville
- Maire sortant : Jean-Pierre Thévenot (PS)
- 23 sièges à pourvoir au conseil municipal (population légale 2011 : 3 032 habitants)
- 5 sièges à pourvoir au conseil communautaire (CC de la Côte d'Albâtre)

|                          | Jean-Pierre Thévenot * | DVG            | 999   | 62,47  | 20 | 5 |  |  |
|                          | Martine Decool         | DVD            | 488   | 30,51  | 3  |   |  |  |
|                          | Jérôme Stalin          | DVG            | 112   | 7,00   |    |   |  |  |
|                          |                        |                |       |        |    |   |  |  |
| Inscrits                 | Inscrits               | Inscrits       | 2 300 | 100,00 |    |   |  |  |
| Abstentions              | Abstentions            | Abstentions    | 627   | 27,26  |    |   |  |  |
| Votants                  | Votants                | Votants        | 1 673 | 72,74  |    |   |  |  |
| Blancs et nuls           | Blancs et nuls         | Blancs et nuls | 74    | 4,42   |    |   |  |  |
| Exprimés                 | Exprimés               | Exprimés       | 1 599 | 95,58  |    |   |  |  |
| * Liste du maire sortant |                        |                |       |        |    |   |  |  |

### Caudebec-lès-Elbeuf
- Maire sortant : Noël Caru (DVG)
- 29 sièges à pourvoir au conseil municipal (population légale 2011 : 9 905 habitants)
- 3 sièges à pourvoir au conseil communautaire (Métropole Rouen Normandie)

| composition du conseil municipal de Caudebec-lès-Elbeuf après les élections 2014 |                    |                |              |              |        |        |  |  |
| Tête de liste                                                                    | Tête de liste      | Liste          | Premier tour | Premier tour | Sièges | Sièges |  |  |
| Tête de liste                                                                    | Tête de liste      | Liste          | Voix         | %            | CM     | CC     |  |  |
|                                                                                  | Laurent Bonnaterre | PS-PCF-EELV    | 2 152        | 58,46        | 24     | 3      |  |  |
|                                                                                  | Noël Caru *        | DVG            | 886          | 24,06        | 3      |        |  |  |
|                                                                                  | Patrick Bellenger  | FN             | 643          | 17,46        | 2      |        |  |  |
|                                                                                  |                    |                |              |              |        |        |  |  |
| Inscrits                                                                         | Inscrits           | Inscrits       | 6 782        | 100,00       |        |        |  |  |
| Abstentions                                                                      | Abstentions        | Abstentions    | 2 918        | 43,03        |        |        |  |  |
| Votants                                                                          | Votants            | Votants        | 3 864        | 56,97        |        |        |  |  |
| Blancs et nuls                                                                   | Blancs et nuls     | Blancs et nuls | 183          | 4,74         |        |        |  |  |
| Exprimés                                                                         | Exprimés           | Exprimés       | 3 681        | 95,26        |        |        |  |  |
| * Liste du maire sortant                                                         |                    |                |              |              |        |        |  |  |

### Cléon
- Maire sortant : Alain Ovide (PS)
- 29 sièges à pourvoir au conseil municipal (population légale 2011 : 5 452 habitants)
- 2 sièges à pourvoir au conseil communautaire (Métropole Rouen Normandie)

| Tête de liste            | Tête de liste         | Liste          | Premier tour | Premier tour | Second tour | Second tour | Sièges | Sièges |
| Tête de liste            | Tête de liste         | Liste          | Voix         | %            | Voix        | %           | CM     | CC     |
| ------------------------ | --------------------- | -------------- | ------------ | ------------ | ----------- | ----------- | ------ | ------ |
|                          | Alain Ovide *         | PS-PCF-EELV    | 758          | 44,74        | 770         | 43,55       | 21     | 2      |
|                          | Laetitia Bellegueulle | DVG            | 587          | 34,65        | 722         | 40,83       | 6      |        |
|                          | Philippe Prevost      | DVG            | 349          | 20,60        | 276         | 15,61       | 2      |        |
|                          |                       |                |              |              |             |             |        |        |
| Inscrits                 | Inscrits              | Inscrits       | 3 250        | 100,00       | 3 250       | 100,00      |        |        |
| Abstentions              | Abstentions           | Abstentions    | 1 477        | 45,45        | 1 426       | 43,88       |        |        |
| Votants                  | Votants               | Votants        | 1 773        | 54,55        | 1 824       | 56,12       |        |        |
| Blancs et nuls           | Blancs et nuls        | Blancs et nuls | 79           | 4,46         | 56          | 3,07        |        |        |
| Exprimés                 | Exprimés              | Exprimés       | 1 694        | 95,54        | 1 768       | 96,93       |        |        |
| * Liste du maire sortant |                       |                |              |              |             |             |        |        |

### Darnétal
- Maire sortant : Christian Lecerf (SE)
- 29 sièges à pourvoir au conseil municipal (population légale 2011 : 9 492 habitants)
- 3 sièges à pourvoir au conseil communautaire (Métropole Rouen Normandie)

| Tête de liste            | Tête de liste             | Liste          | Premier tour | Premier tour | Second tour | Second tour | Sièges | Sièges |
| Tête de liste            | Tête de liste             | Liste          | Voix         | %            | Voix        | %           | CM     | CC     |
| ------------------------ | ------------------------- | -------------- | ------------ | ------------ | ----------- | ----------- | ------ | ------ |
|                          | Christian Lecerf *        | SE             | 1 479        | 45,22        | 1 614       | 49,42       | 22     | 2      |
|                          | Jacques-Antoine Philippe  | PS-PCF-EELV    | 906          | 27,70        | 1 093       | 33,47       | 5      | 1      |
|                          | Élizabeth Lalanne De Haut | FN             | 603          | 18,44        | 559         | 17,11       | 2      |        |
|                          | Hervé Reaux               | DVG            | 282          | 8,62         |             |             |        |        |
|                          |                           |                |              |              |             |             |        |        |
| Inscrits                 | Inscrits                  | Inscrits       | 5 859        | 100,00       | 5 859       | 100,00      |        |        |
| Abstentions              | Abstentions               | Abstentions    | 2 519        | 42,99        | 2 517       | 42,96       |        |        |
| Votants                  | Votants                   | Votants        | 3 340        | 57,01        | 3 342       | 57,04       |        |        |
| Blancs et nuls           | Blancs et nuls            | Blancs et nuls | 70           | 2,10         | 76          | 2,27        |        |        |
| Exprimés                 | Exprimés                  | Exprimés       | 3 270        | 97,90        | 3 266       | 97,73       |        |        |
| * Liste du maire sortant |                           |                |              |              |             |             |        |        |

### Déville-lès-Rouen
- Maire sortant : Dominique Gambier (PS)
- 33 sièges à pourvoir au conseil municipal (population légale 2011 : 10 365 habitants)
- 3 sièges à pourvoir au conseil communautaire (Métropole Rouen Normandie)

|                          | Dominique Gambier *  | PS-PCF-EELV    | 2 012 | 57,96  | 27 | 3 |  |  |
|                          | Jean-Claude Gaillard | FN             | 883   | 25,43  | 4  |   |  |  |
|                          | Salem Kacimi         | UDI            | 576   | 16,59  | 2  |   |  |  |
|                          |                      |                |       |        |    |   |  |  |
| Inscrits                 | Inscrits             | Inscrits       | 7 099 | 100,00 |    |   |  |  |
| Abstentions              | Abstentions          | Abstentions    | 3 439 | 48,44  |    |   |  |  |
| Votants                  | Votants              | Votants        | 3 660 | 51,56  |    |   |  |  |
| Blancs et nuls           | Blancs et nuls       | Blancs et nuls | 189   | 5,16   |    |   |  |  |
| Exprimés                 | Exprimés             | Exprimés       | 3 471 | 94,84  |    |   |  |  |
| * Liste du maire sortant |                      |                |       |        |    |   |  |  |

### Dieppe
- Maire sortant : Sébastien Jumel (PCF)
- 39 sièges à pourvoir au conseil municipal (population légale 2011 : 31 148 habitants)
- 24 sièges à pourvoir au conseil communautaire (CA de la Région Dieppoise)

| composition du conseil municipal de Dieppe après les élections 2014 |                   |                |              |              |             |             |        |        |
| Tête de liste                                                       | Tête de liste     | Liste          | Premier tour | Premier tour | Second tour | Second tour | Sièges | Sièges |
| Tête de liste                                                       | Tête de liste     | Liste          | Voix         | %            | Voix        | %           | CM     | CC     |
|                                                                     | Sébastien Jumel * | PCF            | 6 121        | 45,18        | 6 749       | 50,37       | 30     | 18     |
|                                                                     | André Gautier     | UMP-UDI        | 3 361        | 24,80        | 4 699       | 35,07       | 7      | 4      |
|                                                                     | Bernard Brebion   | DVG            | 2 556        | 18,86        | 1 950       | 14,55       | 2      | 2      |
|                                                                     | Stephane Mauger   | FN             | 1 258        | 9,28         |             |             |        |        |
|                                                                     | Éric Moisan       | EXG            | 251          | 1,85         |             |             |        |        |
|                                                                     |                   |                |              |              |             |             |        |        |
| Inscrits                                                            | Inscrits          | Inscrits       | 21 758       | 100,00       | 21 759      | 100,00      |        |        |
| Abstentions                                                         | Abstentions       | Abstentions    | 7 847        | 36,06        | 7 980       | 36,67       |        |        |
| Votants                                                             | Votants           | Votants        | 13 911       | 63,94        | 13 779      | 63,33       |        |        |
| Blancs et nuls                                                      | Blancs et nuls    | Blancs et nuls | 364          | 2,62         | 381         | 2,77        |        |        |
| Exprimés                                                            | Exprimés          | Exprimés       | 13 547       | 97,38        | 13 398      | 97,23       |        |        |
| * Liste du maire sortant                                            |                   |                |              |              |             |             |        |        |

### Duclair
- Maire sortant : Joseph Macé (DVG)
- 27 sièges à pourvoir au conseil municipal (population légale 2011 : 4 139 habitants)
- 1 sièges à pourvoir au conseil communautaire (Métropole Rouen Normandie)

| Tête de liste  | Tête de liste   | Liste          | Premier tour | Premier tour | Second tour | Second tour | Sièges | Sièges |
| Tête de liste  | Tête de liste   | Liste          | Voix         | %            | Voix        | %           | CM     | CC     |
| -------------- | --------------- | -------------- | ------------ | ------------ | ----------- | ----------- | ------ | ------ |
|                | Jean Delalandre | DVD            | 866          | 43,08        | 1 166       | 58,38       | 22     | 1      |
|                | Pierre Meliand  | PS             | 636          | 31,64        | 831         | 41,61       | 5      |        |
|                | Dominique Ponty | DVG            | 508          | 25,27        |             |             |        |        |
|                |                 |                |              |              |             |             |        |        |
| Inscrits       | Inscrits        | Inscrits       | 3 128        | 100,00       | 3 128       | 100,00      |        |        |
| Abstentions    | Abstentions     | Abstentions    | 1 040        | 33,25        | 1 036       | 33,12       |        |        |
| Votants        | Votants         | Votants        | 2 088        | 66,75        | 2 092       | 66,88       |        |        |
| Blancs et nuls | Blancs et nuls  | Blancs et nuls | 78           | 3,74         | 95          | 4,54        |        |        |
| Exprimés       | Exprimés        | Exprimés       | 2 010        | 96,26        | 1 997       | 95,46       |        |        |

### Elbeuf
- Maire sortant : Djoudé Merabet (PS)
- 33 sièges à pourvoir au conseil municipal (population légale 2011 : 16 800 habitants)
- 5 sièges à pourvoir au conseil communautaire (Métropole Rouen Normandie)

|                          | Djoudé Merabet * | PS-PCF-EELV    | 2 978 | 64,41  | 27 | 4 |  |  |
|                          | Nicolas Bay      | FN             | 1 645 | 35,58  | 6  | 1 |  |  |
|                          |                  |                |       |        |    |   |  |  |
| Inscrits                 | Inscrits         | Inscrits       | 9 514 | 100,00 |    |   |  |  |
| Abstentions              | Abstentions      | Abstentions    | 4 603 | 48,38  |    |   |  |  |
| Votants                  | Votants          | Votants        | 4 911 | 51,62  |    |   |  |  |
| Blancs et nuls           | Blancs et nuls   | Blancs et nuls | 288   | 5,86   |    |   |  |  |
| Exprimés                 | Exprimés         | Exprimés       | 4 623 | 94,14  |    |   |  |  |
| * Liste du maire sortant |                  |                |       |        |    |   |  |  |

### Eu
- Maire sortant : Marie-Françoise Gaouyer (PS)
- 29 sièges à pourvoir au conseil municipal (population légale 2011 : 7 351 habitants)
- 9 sièges à pourvoir au conseil communautaire (CC des Villes Sœurs)

| Tête de liste            | Tête de liste             | Liste          | Premier tour | Premier tour | Second tour | Second tour | Sièges | Sièges |
| Tête de liste            | Tête de liste             | Liste          | Voix         | %            | Voix        | %           | CM     | CC     |
| ------------------------ | ------------------------- | -------------- | ------------ | ------------ | ----------- | ----------- | ------ | ------ |
|                          | Yves Derrien              | DVD            | 1 609        | 43,22        | 1 950       | 49,37       | 22     | 7      |
|                          | Marie-Françoise Gaouyer * | PS-PCF-EELV    | 1 356        | 36,43        | 1 602       | 40,56       | 6      | 2      |
|                          | Françoise Duchaussoy      | FN             | 545          | 14,64        | 397         | 10,05       | 1      |        |
|                          | Maria Dumont              | SE             | 212          | 5,69         |             |             |        |        |
|                          |                           |                |              |              |             |             |        |        |
| Inscrits                 | Inscrits                  | Inscrits       | 5 946        | 100,00       | 5 946       | 100,00      |        |        |
| Abstentions              | Abstentions               | Abstentions    | 2 090        | 35,15        | 1 886       | 31,72       |        |        |
| Votants                  | Votants                   | Votants        | 3 856        | 64,85        | 4 060       | 68,28       |        |        |
| Blancs et nuls           | Blancs et nuls            | Blancs et nuls | 134          | 3,48         | 111         | 2,73        |        |        |
| Exprimés                 | Exprimés                  | Exprimés       | 3 722        | 96,52        | 3 949       | 97,27       |        |        |
| * Liste du maire sortant |                           |                |              |              |             |             |        |        |

### Fécamp
- Maire sortant : Patrick Jeanne (PS)
- 33 sièges à pourvoir au conseil municipal (population légale 2011 : 19 264 habitants)
- 18 sièges à pourvoir au conseil communautaire (CA Fécamp Caux Littoral Agglomération)

| Tête de liste  | Tête de liste                 | Liste          | Premier tour | Premier tour | Second tour | Second tour | Sièges | Sièges |
| Tête de liste  | Tête de liste                 | Liste          | Voix         | %            | Voix        | %           | CM     | CC     |
| -------------- | ----------------------------- | -------------- | ------------ | ------------ | ----------- | ----------- | ------ | ------ |
|                | Marie-Agnès Poussier-Winsback | UMP-UDI        | 3 091        | 38,38        | 4 563       | 52,81       | 26     | 14     |
|                | Estelle Grelier               | PS-EELV        | 2 884        | 35,81        | 3 422       | 39,61       | 6      | 4      |
|                | Christophe Courcoux           | DVG            | 1 156        | 14,35        |             |             |        |        |
|                | Geneviève Salvisberg          | FN             | 921          | 11,43        | 654         | 7,57        | 1      |        |
|                |                               |                |              |              |             |             |        |        |
| Inscrits       | Inscrits                      | Inscrits       | 14 029       | 100,00       | 14 029      | 100,00      |        |        |
| Abstentions    | Abstentions                   | Abstentions    | 5 729        | 40,84        | 5 102       | 36,37       |        |        |
| Votants        | Votants                       | Votants        | 8 300        | 59,16        | 8 927       | 63,63       |        |        |
| Blancs et nuls | Blancs et nuls                | Blancs et nuls | 248          | 2,99         | 288         | 3,23        |        |        |
| Exprimés       | Exprimés                      | Exprimés       | 8 052        | 97,01        | 8 639       | 96,77       |        |        |

### Forges-les-Eaux
- Maire sortant : Michel Lejeune (UMP)
- 27 sièges à pourvoir au conseil municipal (population légale 2011 : 3 502 habitants)
- 9 sièges à pourvoir au conseil communautaire (CC des Quatre Rivières)

|                          | Michel Lejeune * | DVD            | 1 079 | 66,64  | 23 | 8 |  |  |
|                          | Pierre Turban    | DVG            | 540   | 33,35  | 4  | 1 |  |  |
|                          |                  |                |       |        |    |   |  |  |
| Inscrits                 | Inscrits         | Inscrits       | 2 705 | 100,00 |    |   |  |  |
| Abstentions              | Abstentions      | Abstentions    | 994   | 36,75  |    |   |  |  |
| Votants                  | Votants          | Votants        | 1 711 | 63,25  |    |   |  |  |
| Blancs et nuls           | Blancs et nuls   | Blancs et nuls | 92    | 5,38   |    |   |  |  |
| Exprimés                 | Exprimés         | Exprimés       | 1 619 | 94,62  |    |   |  |  |
| * Liste du maire sortant |                  |                |       |        |    |   |  |  |

### Franqueville-Saint-Pierre
- Maire sortant : Jean-Yves Husson (DVD)
- 29 sièges à pourvoir au conseil municipal (population légale 2011 : 6 031 habitants)
- 2 sièges à pourvoir au conseil communautaire (Métropole Rouen Normandie)

| Tête de liste            | Tête de liste       | Liste          | Premier tour | Premier tour | Second tour | Second tour | Sièges | Sièges |
| Tête de liste            | Tête de liste       | Liste          | Voix         | %            | Voix        | %           | CM     | CC     |
| ------------------------ | ------------------- | -------------- | ------------ | ------------ | ----------- | ----------- | ------ | ------ |
|                          | Philippe Leroy      | DVD            | 1 478        | 47,84        | 1 733       | 52,89       | 22     | 2      |
|                          | Jean-Yves Husson *  | SE             | 1 199        | 38,81        | 1 543       | 47,10       | 7      |        |
|                          | Anne-Laure Delaunay | PS             | 412          | 13,33        |             |             |        |        |
|                          |                     |                |              |              |             |             |        |        |
| Inscrits                 | Inscrits            | Inscrits       | 4 882        | 100,00       | 4 882       | 100,00      |        |        |
| Abstentions              | Abstentions         | Abstentions    | 1 708        | 34,99        | 1 502       | 30,77       |        |        |
| Votants                  | Votants             | Votants        | 3 174        | 65,01        | 3 380       | 69,23       |        |        |
| Blancs et nuls           | Blancs et nuls      | Blancs et nuls | 85           | 2,68         | 104         | 3,08        |        |        |
| Exprimés                 | Exprimés            | Exprimés       | 3 089        | 97,32        | 3 276       | 96,92       |        |        |
| * Liste du maire sortant |                     |                |              |              |             |             |        |        |

### Gonfreville-l'Orcher
- Maire sortant : Jean-Paul Lecoq (PCF)
- 29 sièges à pourvoir au conseil municipal (population légale 2011 : 9 119 habitants)
- 3 sièges à pourvoir au conseil communautaire (CU Le Havre Seine Métropole)

| composition du conseil municipal de Gonfreville-l'Orcher après les élections 2014 |                   |                |              |              |        |        |  |  |
| Tête de liste                                                                     | Tête de liste     | Liste          | Premier tour | Premier tour | Sièges | Sièges |  |  |
| Tête de liste                                                                     | Tête de liste     | Liste          | Voix         | %            | CM     | CC     |  |  |
|                                                                                   | Jean-Paul Lecoq * | PCF-PS-EELV    | 2 911        | 84,47        | 27     | 3      |  |  |
|                                                                                   | Catherine Nordet  | SE             | 535          | 15,52        | 2      |        |  |  |
|                                                                                   |                   |                |              |              |        |        |  |  |
| Inscrits                                                                          | Inscrits          | Inscrits       | 6 433        | 100,00       |        |        |  |  |
| Abstentions                                                                       | Abstentions       | Abstentions    | 2 856        | 44,40        |        |        |  |  |
| Votants                                                                           | Votants           | Votants        | 3 577        | 55,60        |        |        |  |  |
| Blancs et nuls                                                                    | Blancs et nuls    | Blancs et nuls | 131          | 3,66         |        |        |  |  |
| Exprimés                                                                          | Exprimés          | Exprimés       | 3 446        | 96,34        |        |        |  |  |
| * Liste du maire sortant                                                          |                   |                |              |              |        |        |  |  |

### Gournay-en-Bray
- Maire sortant : Jean-Lou Pain (DVG)
- 29 sièges à pourvoir au conseil municipal (population légale 2011 : 6 402 habitants)
- 8 sièges à pourvoir au conseil communautaire (CC des Quatre Rivières)

| Tête de liste            | Tête de liste   | Liste          | Premier tour | Premier tour | Second tour | Second tour | Sièges | Sièges |
| Tête de liste            | Tête de liste   | Liste          | Voix         | %            | Voix        | %           | CM     | CC     |
| ------------------------ | --------------- | -------------- | ------------ | ------------ | ----------- | ----------- | ------ | ------ |
|                          | Éric Picard     | DVD            | 1 234        | 46,30        | 1 478       | 53,18       | 23     | 6      |
|                          | Jean-Lou Pain * | DVG            | 992          | 37,22        | 1 015       | 36,52       | 5      | 2      |
|                          | Helene Le Jeune | FN             | 439          | 16,47        | 286         | 10,29       | 1      |        |
|                          |                 |                |              |              |             |             |        |        |
| Inscrits                 | Inscrits        | Inscrits       | 4 299        | 100,00       | 4 302       | 100,00      |        |        |
| Abstentions              | Abstentions     | Abstentions    | 1 528        | 35,54        | 1 440       | 33,47       |        |        |
| Votants                  | Votants         | Votants        | 2 771        | 64,46        | 2 862       | 66,53       |        |        |
| Blancs et nuls           | Blancs et nuls  | Blancs et nuls | 106          | 3,83         | 83          | 2,90        |        |        |
| Exprimés                 | Exprimés        | Exprimés       | 2 665        | 96,17        | 2 779       | 97,10       |        |        |
| * Liste du maire sortant |                 |                |              |              |             |             |        |        |

### Grand-Couronne
- Maire sortant : Michel Lamazouade (PCF)
- 29 sièges à pourvoir au conseil municipal (population légale 2011 : 9 836 habitants)
- 3 sièges à pourvoir au conseil communautaire (Métropole Rouen Normandie)

| composition du conseil municipal de Grand-Couronne après les élections 2014 |                     |                |              |              |        |        |  |  |
| Tête de liste                                                               | Tête de liste       | Liste          | Premier tour | Premier tour | Sièges | Sièges |  |  |
| Tête de liste                                                               | Tête de liste       | Liste          | Voix         | %            | CM     | CC     |  |  |
|                                                                             | Michel Lamazouade * | PCF-PS-EELV    | 1 957        | 58,26        | 23     | 2      |  |  |
|                                                                             | Michel Fontaine     | DVD            | 1 402        | 41,73        | 6      | 1      |  |  |
|                                                                             |                     |                |              |              |        |        |  |  |
| Inscrits                                                                    | Inscrits            | Inscrits       | 6 967        | 100,00       |        |        |  |  |
| Abstentions                                                                 | Abstentions         | Abstentions    | 3 375        | 48,44        |        |        |  |  |
| Votants                                                                     | Votants             | Votants        | 3 592        | 51,56        |        |        |  |  |
| Blancs et nuls                                                              | Blancs et nuls      | Blancs et nuls | 233          | 6,49         |        |        |  |  |
| Exprimés                                                                    | Exprimés            | Exprimés       | 3 359        | 93,51        |        |        |  |  |
| * Liste du maire sortant                                                    |                     |                |              |              |        |        |  |  |

### Harfleur
- Maire sortant : François Guégan (PCF)
- 29 sièges à pourvoir au conseil municipal (population légale 2011 : 8 197 habitants)
- 3 sièges à pourvoir au conseil communautaire (CU Le Havre Seine Métropole)

| composition du conseil municipal d'Harfleur après les élections 2014 |                   |                |              |              |        |        |  |  |
| Tête de liste                                                        | Tête de liste     | Liste          | Premier tour | Premier tour | Sièges | Sièges |  |  |
| Tête de liste                                                        | Tête de liste     | Liste          | Voix         | %            | CM     | CC     |  |  |
|                                                                      | François Guégan * | PCF-PS-EELV    | 1 911        | 71,78        | 25     | 3      |  |  |
|                                                                      | Stephane Leroux   | FN             | 751          | 28,21        | 4      |        |  |  |
|                                                                      |                   |                |              |              |        |        |  |  |
| Inscrits                                                             | Inscrits          | Inscrits       | 5 500        | 100,00       |        |        |  |  |
| Abstentions                                                          | Abstentions       | Abstentions    | 2 657        | 48,31        |        |        |  |  |
| Votants                                                              | Votants           | Votants        | 2 843        | 51,69        |        |        |  |  |
| Blancs et nuls                                                       | Blancs et nuls    | Blancs et nuls | 181          | 6,37         |        |        |  |  |
| Exprimés                                                             | Exprimés          | Exprimés       | 2 662        | 93,63        |        |        |  |  |
| * Liste du maire sortant                                             |                   |                |              |              |        |        |  |  |

### Le Grand-Quevilly
- Maire sortant : Marc Massion (PS)
- 35 sièges à pourvoir au conseil municipal (population légale 2011 : 24 637 habitants)
- 6 sièges à pourvoir au conseil communautaire (Métropole Rouen Normandie)

|                          | Marc Massion * | PS-PCF-EELV    | 7 643  | 75,97  | 31 | 6 |  |  |
|                          | Alexis Ringot  | UMP            | 2 417  | 24,02  | 4  |   |  |  |
|                          |                |                |        |        |    |   |  |  |
| Inscrits                 | Inscrits       | Inscrits       | 18 484 | 100,00 |    |   |  |  |
| Abstentions              | Abstentions    | Abstentions    | 7 261  | 39,28  |    |   |  |  |
| Votants                  | Votants        | Votants        | 11 223 | 60,72  |    |   |  |  |
| Blancs et nuls           | Blancs et nuls | Blancs et nuls | 1 163  | 10,36  |    |   |  |  |
| Exprimés                 | Exprimés       | Exprimés       | 10 060 | 89,64  |    |   |  |  |
| * Liste du maire sortant |                |                |        |        |    |   |  |  |

### Le Havre
- Maire sortant : Édouard Philippe (UMP)
- 59 sièges à pourvoir au conseil municipal (population légale 2011 : 174 156 habitants)
- 18 sièges à pourvoir au conseil communautaire (CU Le Havre Seine Métropole)

|                          | Édouard Philippe * | UMP-UDI        | 26 660  | 52,04  | 45 | 15 |  |  |
|                          | Camille Galap      | PS-EELV-PRG    | 8 580   | 16,74  | 5  | 1  |  |  |
|                          | Nathalie Nail      | FG             | 8 384   | 16,36  | 5  | 1  |  |  |
|                          | Damien Lenoir      | FN             | 6 877   | 13,42  | 4  | 1  |  |  |
|                          | Magali Cauchois    | LO             | 724     | 1,41   |    |    |  |  |
|                          |                    |                |         |        |    |    |  |  |
| Inscrits                 | Inscrits           | Inscrits       | 113 130 | 100,00 |    |    |  |  |
| Abstentions              | Abstentions        | Abstentions    | 59 921  | 52,97  |    |    |  |  |
| Votants                  | Votants            | Votants        | 53 209  | 47,03  |    |    |  |  |
| Blancs et nuls           | Blancs et nuls     | Blancs et nuls | 1 984   | 3,73   |    |    |  |  |
| Exprimés                 | Exprimés           | Exprimés       | 51 225  | 96,27  |    |    |  |  |
| * Liste du maire sortant |                    |                |         |        |    |    |  |  |

### Le Houlme
- Maire sortant : Daniel Grenier (PCF)
- 27 sièges à pourvoir au conseil municipal (population légale 2011 : 4 010 habitants)
- 1 sièges à pourvoir au conseil communautaire (Métropole Rouen Normandie)

|                          | Daniel Grenier * | PCF-PS-EELV    | 1 170 | 71,55  | 24 | 1 |  |  |
|                          | Thierry Turpaud  | DVD            | 465   | 28,44  | 3  |   |  |  |
|                          |                  |                |       |        |    |   |  |  |
| Inscrits                 | Inscrits         | Inscrits       | 3 086 | 100,00 |    |   |  |  |
| Abstentions              | Abstentions      | Abstentions    | 1 361 | 44,10  |    |   |  |  |
| Votants                  | Votants          | Votants        | 1 725 | 55,90  |    |   |  |  |
| Blancs et nuls           | Blancs et nuls   | Blancs et nuls | 90    | 5,22   |    |   |  |  |
| Exprimés                 | Exprimés         | Exprimés       | 1 635 | 94,78  |    |   |  |  |
| * Liste du maire sortant |                  |                |       |        |    |   |  |  |

### Le Mesnil-Esnard
- Maire sortant : Serge Cramoisan (DVD)
- 29 sièges à pourvoir au conseil municipal (population légale 2011 : 7 253 habitants)
- 2 sièges à pourvoir au conseil communautaire (Métropole Rouen Normandie)

|                          | Norbert Thory     | DVD            | 2 032 | 54,30  | 23 | 2 |  |  |
|                          | Serge Cramoisan * | DVD            | 1 012 | 27,04  | 4  |   |  |  |
|                          | Franck Baguet     | PS             | 698   | 18,65  | 2  |   |  |  |
|                          |                   |                |       |        |    |   |  |  |
| Inscrits                 | Inscrits          | Inscrits       | 6 096 | 100,00 |    |   |  |  |
| Abstentions              | Abstentions       | Abstentions    | 2 226 | 36,52  |    |   |  |  |
| Votants                  | Votants           | Votants        | 3 870 | 63,48  |    |   |  |  |
| Blancs et nuls           | Blancs et nuls    | Blancs et nuls | 128   | 3,31   |    |   |  |  |
| Exprimés                 | Exprimés          | Exprimés       | 3 742 | 96,69  |    |   |  |  |
| * Liste du maire sortant |                   |                |       |        |    |   |  |  |

### Le Petit-Quevilly
- Maire sortant : Frédéric Sanchez (PS)
- 35 sièges à pourvoir au conseil municipal (population légale 2011 : 22 055 habitants)
- 6 sièges à pourvoir au conseil communautaire (Métropole Rouen Normandie)

|                          | Frédéric Sanchez * | PS-PCF-EELV    | 3 928  | 66,16  | 29 | 5 |  |  |
|                          | Jacques Gaillard   | FN             | 2 009  | 33,83  | 6  | 1 |  |  |
|                          |                    |                |        |        |    |   |  |  |
| Inscrits                 | Inscrits           | Inscrits       | 12 704 | 100,00 |    |   |  |  |
| Abstentions              | Abstentions        | Abstentions    | 6 330  | 49,83  |    |   |  |  |
| Votants                  | Votants            | Votants        | 6 374  | 50,17  |    |   |  |  |
| Blancs et nuls           | Blancs et nuls     | Blancs et nuls | 437    | 6,86   |    |   |  |  |
| Exprimés                 | Exprimés           | Exprimés       | 5 937  | 93,14  |    |   |  |  |
| * Liste du maire sortant |                    |                |        |        |    |   |  |  |

### Le Trait
- Maire sortant : Jean-Marie Aline (DVG)
- 29 sièges à pourvoir au conseil municipal (population légale 2011 : 5 254 habitants)
- 2 sièges à pourvoir au conseil communautaire (Métropole Rouen Normandie)

|                          | Patrick Callais    | DVG            | 1 360 | 61,15  | 24 | 2 |  |  |
|                          | Jean-Marie Aline * | DVG            | 864   | 38,84  | 5  |   |  |  |
|                          |                    |                |       |        |    |   |  |  |
| Inscrits                 | Inscrits           | Inscrits       | 4 016 | 100,00 |    |   |  |  |
| Abstentions              | Abstentions        | Abstentions    | 1 695 | 42,21  |    |   |  |  |
| Votants                  | Votants            | Votants        | 2 321 | 57,79  |    |   |  |  |
| Blancs et nuls           | Blancs et nuls     | Blancs et nuls | 97    | 4,18   |    |   |  |  |
| Exprimés                 | Exprimés           | Exprimés       | 2 224 | 95,82  |    |   |  |  |
| * Liste du maire sortant |                    |                |       |        |    |   |  |  |

### Le Tréport
- Maire sortant : Alain Longuent (PCF)
- 29 sièges à pourvoir au conseil municipal (population légale 2011 : 5 261 habitants)
- 7 sièges à pourvoir au conseil communautaire (CC des Villes Sœurs)

|                          | Alain Longuent *          | PCF-PS-EELV    | 1 440 | 66,35  | 24 | 6 |  |  |
|                          | Pierre-Étienne Lemarechal | FN             | 730   | 33,64  | 5  | 1 |  |  |
|                          |                           |                |       |        |    |   |  |  |
| Inscrits                 | Inscrits                  | Inscrits       | 4 073 | 100,00 |    |   |  |  |
| Abstentions              | Abstentions               | Abstentions    | 1 730 | 42,47  |    |   |  |  |
| Votants                  | Votants                   | Votants        | 2 343 | 57,53  |    |   |  |  |
| Blancs et nuls           | Blancs et nuls            | Blancs et nuls | 173   | 7,38   |    |   |  |  |
| Exprimés                 | Exprimés                  | Exprimés       | 2 170 | 92,62  |    |   |  |  |
| * Liste du maire sortant |                           |                |       |        |    |   |  |  |

### Lillebonne
- Maire sortant : Nicolas Beaussart (PS)
- 29 sièges à pourvoir au conseil municipal (population légale 2011 : 8 880 habitants)
- 9 sièges à pourvoir au conseil communautaire (CA Caux Seine Agglo)

| Tête de liste  | Tête de liste   | Liste          | Premier tour | Premier tour | Second tour | Second tour | Sièges | Sièges |
| Tête de liste  | Tête de liste   | Liste          | Voix         | %            | Voix        | %           | CM     | CC     |
| -------------- | --------------- | -------------- | ------------ | ------------ | ----------- | ----------- | ------ | ------ |
|                | Philippe Leroux | DVD            | 1 657        | 46,72        | 1 854       | 51,25       | 23     | 7      |
|                | Frédéric Noel   | PS-PCF-EELV    | 1 182        | 33,33        | 1 343       | 37,13       | 5      | 2      |
|                | Mourad Bettahar | DVG            | 448          | 12,63        | 420         | 11,61       | 1      |        |
|                | Bruno Blondel   | FN             | 259          | 7,30         |             |             |        |        |
|                |                 |                |              |              |             |             |        |        |
| Inscrits       | Inscrits        | Inscrits       | 6 565        | 100,00       | 6 562       | 100,00      |        |        |
| Abstentions    | Abstentions     | Abstentions    | 2 896        | 44,11        | 2 837       | 43,23       |        |        |
| Votants        | Votants         | Votants        | 3 669        | 55,89        | 3 725       | 56,77       |        |        |
| Blancs et nuls | Blancs et nuls  | Blancs et nuls | 123          | 3,35         | 108         | 2,90        |        |        |
| Exprimés       | Exprimés        | Exprimés       | 3 546        | 96,65        | 3 617       | 97,10       |        |        |

### Malaunay
- Maire sortant : Guillaume Coutey (PS)
- 29 sièges à pourvoir au conseil municipal (population légale 2011 : 5 959 habitants)
- 2 sièges à pourvoir au conseil communautaire (Métropole Rouen Normandie)

| composition du conseil municipal de Malaunay après les élections 2014 |                    |                |              |              |        |        |  |  |
| Tête de liste                                                         | Tête de liste      | Liste          | Premier tour | Premier tour | Sièges | Sièges |  |  |
| Tête de liste                                                         | Tête de liste      | Liste          | Voix         | %            | CM     | CC     |  |  |
|                                                                       | Guillaume Coutey * | PS-PCF-EELV    | 1 753        | 100,00       | 29     | 2      |  |  |
|                                                                       |                    |                |              |              |        |        |  |  |
| Inscrits                                                              | Inscrits           | Inscrits       | 4 622        | 100,00       |        |        |  |  |
| Abstentions                                                           | Abstentions        | Abstentions    | 2 322        | 50,24        |        |        |  |  |
| Votants                                                               | Votants            | Votants        | 2 300        | 49,76        |        |        |  |  |
| Blancs et nuls                                                        | Blancs et nuls     | Blancs et nuls | 547          | 23,78        |        |        |  |  |
| Exprimés                                                              | Exprimés           | Exprimés       | 1 753        | 76,22        |        |        |  |  |
| * Liste du maire sortant                                              |                    |                |              |              |        |        |  |  |

### Maromme
- Maire sortant : David Lamiray (PS)
- 33 sièges à pourvoir au conseil municipal (population légale 2011 : 11 349 habitants)
- 3 sièges à pourvoir au conseil communautaire (Métropole Rouen Normandie)

|                          | David Lamiray * | PS             | 2 021 | 51,86  | 26 | 3 |  |  |
|                          | Boris Lecoeur   | PCF            | 1 006 | 25,81  | 4  |   |  |  |
|                          | Sandrine Henri  | UMP-UDI        | 870   | 22,32  | 3  |   |  |  |
|                          |                 |                |       |        |    |   |  |  |
| Inscrits                 | Inscrits        | Inscrits       | 7 287 | 100,00 |    |   |  |  |
| Abstentions              | Abstentions     | Abstentions    | 3 214 | 44,11  |    |   |  |  |
| Votants                  | Votants         | Votants        | 4 073 | 55,89  |    |   |  |  |
| Blancs et nuls           | Blancs et nuls  | Blancs et nuls | 176   | 4,32   |    |   |  |  |
| Exprimés                 | Exprimés        | Exprimés       | 3 897 | 95,68  |    |   |  |  |
| * Liste du maire sortant |                 |                |       |        |    |   |  |  |

### Mont-Saint-Aignan
- Maire sortant : Patrice Colasse (PS)
- 33 sièges à pourvoir au conseil municipal (population légale 2011 : 19 333 habitants)
- 5 sièges à pourvoir au conseil communautaire (Métropole Rouen Normandie)

| Tête de liste            | Tête de liste      | Liste          | Premier tour | Premier tour | Second tour | Second tour | Sièges | Sièges |
| Tête de liste            | Tête de liste      | Liste          | Voix         | %            | Voix        | %           | CM     | CC     |
| ------------------------ | ------------------ | -------------- | ------------ | ------------ | ----------- | ----------- | ------ | ------ |
|                          | Catherine Flavigny | UMP            | 3 089        | 39,84        | 4 388       | 56,51       | 26     | 4      |
|                          | Patrice Colasse *  | PS-PCF-EELV    | 2 308        | 29,76        | 3 376       | 43,48       | 7      | 1      |
|                          | Philippe Grigy     | UDI            | 1 068        | 13,77        |             |             |        |        |
|                          | Pascal Magoarou    | EELV           | 687          | 8,86         |             |             |        |        |
|                          | Thierry Le Gueut   | FN             | 601          | 7,75         |             |             |        |        |
|                          |                    |                |              |              |             |             |        |        |
| Inscrits                 | Inscrits           | Inscrits       | 13 113       | 100,00       | 13 114      | 100,00      |        |        |
| Abstentions              | Abstentions        | Abstentions    | 5 184        | 39,53        | 5 078       | 38,72       |        |        |
| Votants                  | Votants            | Votants        | 7 929        | 60,47        | 8 036       | 61,28       |        |        |
| Blancs et nuls           | Blancs et nuls     | Blancs et nuls | 176          | 2,22         | 272         | 3,38        |        |        |
| Exprimés                 | Exprimés           | Exprimés       | 7 753        | 97,78        | 7 764       | 96,62       |        |        |
| * Liste du maire sortant |                    |                |              |              |             |             |        |        |

### Montivilliers
- Maire sortant : Daniel Petit (DVG)
- 33 sièges à pourvoir au conseil municipal (population légale 2011 : 16 344 habitants)
- 4 sièges à pourvoir au conseil communautaire (CU Le Havre Seine Métropole)

| Tête de liste            | Tête de liste   | Liste          | Premier tour | Premier tour | Second tour | Second tour | Sièges | Sièges |
| Tête de liste            | Tête de liste   | Liste          | Voix         | %            | Voix        | %           | CM     | CC     |
| ------------------------ | --------------- | -------------- | ------------ | ------------ | ----------- | ----------- | ------ | ------ |
|                          | Daniel Fidelin  | DVD            | 2 565        | 37,70        | 3 328       | 46,62       | 25     | 3      |
|                          | Jérôme Dubost   | PS             | 1 967        | 28,91        | 3 095       | 43,35       | 7      | 1      |
|                          | Daniel Petit *  | DVG            | 1 277        | 18,77        |             |             |        |        |
|                          | Gilles Lebreton | FN             | 995          | 14,62        | 716         | 10,03       | 1      |        |
|                          |                 |                |              |              |             |             |        |        |
| Inscrits                 | Inscrits        | Inscrits       | 12 227       | 100,00       | 12 227      | 100,00      |        |        |
| Abstentions              | Abstentions     | Abstentions    | 5 260        | 43,02        | 4 976       | 40,70       |        |        |
| Votants                  | Votants         | Votants        | 6 967        | 56,98        | 7 251       | 59,30       |        |        |
| Blancs et nuls           | Blancs et nuls  | Blancs et nuls | 163          | 2,34         | 112         | 1,54        |        |        |
| Exprimés                 | Exprimés        | Exprimés       | 6 804        | 97,66        | 7 139       | 98,46       |        |        |
| * Liste du maire sortant |                 |                |              |              |             |             |        |        |

### Montville
- Maire sortant : Pascal Martin (UDI)
- 27 sièges à pourvoir au conseil municipal (population légale 2011 : 4 756 habitants)
- 7 sièges à pourvoir au conseil communautaire (CC Inter-Caux-Vexin)

|                          | Pascal Martin *       | DVD            | 1 980 | 85,12  | 25 | 7 |  |  |
|                          | Jean-Christophe Lance | DVG            | 346   | 14,87  | 2  |   |  |  |
|                          |                       |                |       |        |    |   |  |  |
| Inscrits                 | Inscrits              | Inscrits       | 3 815 | 100,00 |    |   |  |  |
| Abstentions              | Abstentions           | Abstentions    | 1 420 | 37,22  |    |   |  |  |
| Votants                  | Votants               | Votants        | 2 395 | 62,78  |    |   |  |  |
| Blancs et nuls           | Blancs et nuls        | Blancs et nuls | 69    | 2,88   |    |   |  |  |
| Exprimés                 | Exprimés              | Exprimés       | 2 326 | 97,12  |    |   |  |  |
| * Liste du maire sortant |                       |                |       |        |    |   |  |  |

### Neufchâtel-en-Bray
- Maire sortant : Xavier Lefrançois (DVD)
- 27 sièges à pourvoir au conseil municipal (population légale 2011 : 4 836 habitants)
- 6 sièges à pourvoir au conseil communautaire (CC Communauté Bray-Eawy)

|                          | Xavier Lefrançois * | DVD            | 1 661 | 75,81  | 24 | 6 |  |  |
|                          | Sylvie Daniel       | PS             | 530   | 24,19  | 3  |   |  |  |
|                          |                     |                |       |        |    |   |  |  |
| Inscrits                 | Inscrits            | Inscrits       | 3 401 | 100,00 |    |   |  |  |
| Abstentions              | Abstentions         | Abstentions    | 1 084 | 31,87  |    |   |  |  |
| Votants                  | Votants             | Votants        | 2 317 | 68,13  |    |   |  |  |
| Blancs et nuls           | Blancs et nuls      | Blancs et nuls | 126   | 5,44   |    |   |  |  |
| Exprimés                 | Exprimés            | Exprimés       | 2 191 | 94,56  |    |   |  |  |
| * Liste du maire sortant |                     |                |       |        |    |   |  |  |

### Notre-Dame-de-Bondeville
- Maire sortant : Jean-Yves Merle (PS)
- 29 sièges à pourvoir au conseil municipal (population légale 2011 : 7 024 habitants)
- 2 sièges à pourvoir au conseil communautaire (Métropole Rouen Normandie)

| Tête de liste            | Tête de liste           | Liste          | Premier tour | Premier tour | Second tour | Second tour | Sièges | Sièges |
| Tête de liste            | Tête de liste           | Liste          | Voix         | %            | Voix        | %           | CM     | CC     |
| ------------------------ | ----------------------- | -------------- | ------------ | ------------ | ----------- | ----------- | ------ | ------ |
|                          | Jean-Yves Merle *       | DVG            | 1 195        | 42,07        | 1 139       | 39,89       | 21     | 2      |
|                          | Joël Benard             | SE             | 872          | 30,70        | 1 102       | 38,59       | 5      |        |
|                          | Serge Martin-desgranges | PS             | 773          | 27,21        | 614         | 21,50       | 3      |        |
|                          |                         |                |              |              |             |             |        |        |
| Inscrits                 | Inscrits                | Inscrits       | 5 396        | 100,00       | 5 396       | 100,00      |        |        |
| Abstentions              | Abstentions             | Abstentions    | 2 371        | 43,94        | 2 452       | 45,44       |        |        |
| Votants                  | Votants                 | Votants        | 3 025        | 56,06        | 2 944       | 54,56       |        |        |
| Blancs et nuls           | Blancs et nuls          | Blancs et nuls | 185          | 6,12         | 89          | 3,02        |        |        |
| Exprimés                 | Exprimés                | Exprimés       | 2 840        | 93,88        | 2 855       | 96,98       |        |        |
| * Liste du maire sortant |                         |                |              |              |             |             |        |        |

### Notre-Dame-de-Gravenchon
- Maire sortant : Jean-Claude Weiss (DVD)
- 29 sièges à pourvoir au conseil municipal (population légale 2011 : 8 105 habitants)
- 9 sièges à pourvoir au conseil communautaire (CC Caux Vallée de Seine)

| Tête de liste  | Tête de liste          | Liste          | Premier tour | Premier tour | Second tour | Second tour | Sièges | Sièges |
| Tête de liste  | Tête de liste          | Liste          | Voix         | %            | Voix        | %           | CM     | CC     |
| -------------- | ---------------------- | -------------- | ------------ | ------------ | ----------- | ----------- | ------ | ------ |
|                | Virginie Carolo Lutrot | DVD            | 1 627        | 43,59        | 1 840       | 50,25       | 22     | 7      |
|                | Christian Morisse      | DVD            | 1 144        | 30,65        | 1 381       | 37,72       | 6      | 2      |
|                | Jean-Louis Patin       | DVG            | 551          | 14,76        |             |             |        |        |
|                | Marie-Odile Lecourtois | PS-PCF-EELV    | 410          | 10,98        | 440         | 12,01       | 1      |        |
|                |                        |                |              |              |             |             |        |        |
| Inscrits       | Inscrits               | Inscrits       | 6 033        | 100,00       | 6 033       | 100,00      |        |        |
| Abstentions    | Abstentions            | Abstentions    | 2 150        | 35,64        | 2 258       | 37,43       |        |        |
| Votants        | Votants                | Votants        | 3 883        | 64,36        | 3 775       | 62,57       |        |        |
| Blancs et nuls | Blancs et nuls         | Blancs et nuls | 151          | 3,89         | 114         | 3,02        |        |        |
| Exprimés       | Exprimés               | Exprimés       | 3 732        | 96,11        | 3 661       | 96,98       |        |        |

### Octeville-sur-Mer
- Maire sortant : Jean-Louis Rousselin (DVD)
- 29 sièges à pourvoir au conseil municipal (population légale 2011 : 5 791 habitants)
- 2 sièges à pourvoir au conseil communautaire (CU Le Havre Seine Métropole)

| Tête de liste            | Tête de liste          | Liste          | Premier tour | Premier tour | Second tour | Second tour | Sièges | Sièges |
| Tête de liste            | Tête de liste          | Liste          | Voix         | %            | Voix        | %           | CM     | CC     |
| ------------------------ | ---------------------- | -------------- | ------------ | ------------ | ----------- | ----------- | ------ | ------ |
|                          | Jean-Louis Rousselin * | DVD            | 1 237        | 42,61        | 1 316       | 43,92       | 21     | 2      |
|                          | Philippe Marie         | DVD            | 1 062        | 36,58        | 1 130       | 37,72       | 6      |        |
|                          | Françoise Charles      | DVG            | 604          | 20,81        | 550         | 18,36       | 2      |        |
|                          |                        |                |              |              |             |             |        |        |
| Inscrits                 | Inscrits               | Inscrits       | 4 721        | 100,00       | 4 722       | 100,00      |        |        |
| Abstentions              | Abstentions            | Abstentions    | 1 718        | 36,39        | 1 676       | 35,49       |        |        |
| Votants                  | Votants                | Votants        | 3 003        | 63,61        | 3 046       | 64,51       |        |        |
| Blancs et nuls           | Blancs et nuls         | Blancs et nuls | 100          | 3,33         | 50          | 1,64        |        |        |
| Exprimés                 | Exprimés               | Exprimés       | 2 903        | 96,67        | 2 996       | 98,36       |        |        |
| * Liste du maire sortant |                        |                |              |              |             |             |        |        |

### Offranville
- Maire sortant : Claude Dolique
- 23 sièges à pourvoir au conseil municipal (population légale 2011 : 3 316 habitants)
- 4 sièges à pourvoir au conseil communautaire (CA de la Région Dieppoise)

|                | Imelda Vandecandelaere | DVD            | 941   | 52,68  | 18 | 3 |  |  |
|                | Bernard Machemehl      | DVG            | 500   | 27,99  | 3  | 1 |  |  |
|                | Patrick Buisson        | DVG            | 345   | 19,31  | 2  |   |  |  |
|                |                        |                |       |        |    |   |  |  |
| Inscrits       | Inscrits               | Inscrits       | 2 673 | 100,00 |    |   |  |  |
| Abstentions    | Abstentions            | Abstentions    | 823   | 30,79  |    |   |  |  |
| Votants        | Votants                | Votants        | 1 850 | 69,21  |    |   |  |  |
| Blancs et nuls | Blancs et nuls         | Blancs et nuls | 64    | 3,46   |    |   |  |  |
| Exprimés       | Exprimés               | Exprimés       | 1 786 | 96,54  |    |   |  |  |

### Oissel
- Maire sortant : Thierry Foucaud (PCF)
- 33 sièges à pourvoir au conseil municipal (population légale 2011 : 11 395 habitants)
- 3 sièges à pourvoir au conseil communautaire (Métropole Rouen Normandie)

|                | Stéphane Barré   | PCF-PS-EELV    | 2 711 | 63,47  | 29 | 3 |  |  |
|                | Maxime Argentin  | FN             | 667   | 15,61  | 2  |   |  |  |
|                | Denis Guyard     | DVD            | 392   | 9,17   | 1  |   |  |  |
|                | Arnaud Ruestmann | UMP            | 355   | 8,31   | 1  |   |  |  |
|                | Pascal Le Manach | EXG            | 146   | 3,41   |    |   |  |  |
|                |                  |                |       |        |    |   |  |  |
| Inscrits       | Inscrits         | Inscrits       | 7 185 | 100,00 |    |   |  |  |
| Abstentions    | Abstentions      | Abstentions    | 2 811 | 39,12  |    |   |  |  |
| Votants        | Votants          | Votants        | 4 374 | 60,88  |    |   |  |  |
| Blancs et nuls | Blancs et nuls   | Blancs et nuls | 103   | 2,35   |    |   |  |  |
| Exprimés       | Exprimés         | Exprimés       | 4 271 | 97,65  |    |   |  |  |

### Pavilly
- Maire sortant : Claude Lemesle (DVD)
- 29 sièges à pourvoir au conseil municipal (population légale 2011 : 6 224 habitants)
- 5 sièges à pourvoir au conseil communautaire (CC Caux-Austreberthe)

|                          | Claude Lemesle * | DVD            | 2 058 | 71,30  | 25 | 5 |  |  |
|                          | Patrick Douillet | DVG            | 828   | 28,69  | 4  |   |  |  |
|                          |                  |                |       |        |    |   |  |  |
| Inscrits                 | Inscrits         | Inscrits       | 4 847 | 100,00 |    |   |  |  |
| Abstentions              | Abstentions      | Abstentions    | 1 874 | 38,66  |    |   |  |  |
| Votants                  | Votants          | Votants        | 2 973 | 61,34  |    |   |  |  |
| Blancs et nuls           | Blancs et nuls   | Blancs et nuls | 87    | 2,93   |    |   |  |  |
| Exprimés                 | Exprimés         | Exprimés       | 2 886 | 97,07  |    |   |  |  |
| * Liste du maire sortant |                  |                |       |        |    |   |  |  |

### Petit-Couronne
- Maire sortant : Dominique Randon (PS)
- 29 sièges à pourvoir au conseil municipal (population légale 2011 : 9 248 habitants)
- 3 sièges à pourvoir au conseil communautaire (Métropole Rouen Normandie)

|                          | Dominique Randon * | PS-PCF-EELV    | 2 023 | 61,35  | 24 | 2 |  |  |
|                          | Pascal Fromentin   | PG             | 1 274 | 38,64  | 5  | 1 |  |  |
|                          |                    |                |       |        |    |   |  |  |
| Inscrits                 | Inscrits           | Inscrits       | 6 362 | 100,00 |    |   |  |  |
| Abstentions              | Abstentions        | Abstentions    | 2 447 | 38,46  |    |   |  |  |
| Votants                  | Votants            | Votants        | 3 915 | 61,54  |    |   |  |  |
| Blancs et nuls           | Blancs et nuls     | Blancs et nuls | 618   | 15,79  |    |   |  |  |
| Exprimés                 | Exprimés           | Exprimés       | 3 297 | 84,21  |    |   |  |  |
| * Liste du maire sortant |                    |                |       |        |    |   |  |  |

### Quincampoix
- Maire sortant : Éric Herbet
- 23 sièges à pourvoir au conseil municipal (population légale 2011 : 3 023 habitants)
- 4 sièges à pourvoir au conseil communautaire (CC Inter-Caux-Vexin)

|                | Éric Herbet      | DVD            | 1 023 | 57,50  | 18 | 3 |  |  |
|                | Frédéric Guislin | DVD            | 756   | 42,49  | 5  | 1 |  |  |
|                |                  |                |       |        |    |   |  |  |
| Inscrits       | Inscrits         | Inscrits       | 2 496 | 100,00 |    |   |  |  |
| Abstentions    | Abstentions      | Abstentions    | 675   | 27,04  |    |   |  |  |
| Votants        | Votants          | Votants        | 1 821 | 72,96  |    |   |  |  |
| Blancs et nuls | Blancs et nuls   | Blancs et nuls | 42    | 2,31   |    |   |  |  |
| Exprimés       | Exprimés         | Exprimés       | 1 779 | 97,69  |    |   |  |  |

### Rouen
- Maire sortant : Yvon Robert (PS)
- 55 sièges à pourvoir au conseil municipal (population légale 2011 : 111 553 habitants)
- 26 sièges à pourvoir au conseil communautaire (Métropole Rouen Normandie)

| composition du conseil municipal de Rouen après les élections 2014 |                       |                |              |              |             |             |        |        |
| Tête de liste                                                      | Tête de liste         | Liste          | Premier tour | Premier tour | Second tour | Second tour | Sièges | Sièges |
| Tête de liste                                                      | Tête de liste         | Liste          | Voix         | %            | Voix        | %           | CM     | CC     |
|                                                                    | Yvon Robert *         | PS-PCF         | 8 766        | 30,23        | 13 928      | 46,80       | 41     | 19     |
|                                                                    | Jean-François Bures   | UMP-MoDem      | 6 781        | 23,39        | 12 343      | 41,48       | 11     | 6      |
|                                                                    | Patrick Chabert       | UDI            | 3 948        | 13,61        |             |             |        |        |
|                                                                    | Guillaume Pennelle    | FN             | 3 878        | 13,37        | 3 485       | 11,71       | 3      | 1      |
|                                                                    | Jean-Michel Beregovoy | EELV           | 3 215        | 11,09        |             |             |        |        |
|                                                                    | Raphaëlle Brangier    | FG             | 1 544        | 5,32         |             |             |        |        |
|                                                                    | Clément Lefevre       | EXG            | 559          | 1,92         |             |             |        |        |
|                                                                    | Frederic Podguszer    | LO             | 299          | 1,03         |             |             |        |        |
|                                                                    |                       |                |              |              |             |             |        |        |
| Inscrits                                                           | Inscrits              | Inscrits       | 56 724       | 100,00       | 56 725      | 100,00      |        |        |
| Abstentions                                                        | Abstentions           | Abstentions    | 26 813       | 47,27        | 25 716      | 45,33       |        |        |
| Votants                                                            | Votants               | Votants        | 29 911       | 52,73        | 31 009      | 54,67       |        |        |
| Blancs et nuls                                                     | Blancs et nuls        | Blancs et nuls | 921          | 3,08         | 1 253       | 4,04        |        |        |
| Exprimés                                                           | Exprimés              | Exprimés       | 28 990       | 96,92        | 29 756      | 95,96       |        |        |
| * Liste du maire sortant                                           |                       |                |              |              |             |             |        |        |

### Saint-Aubin-lès-Elbeuf
- Maire sortant : Jean-Marie Masson (DVG)
- 29 sièges à pourvoir au conseil municipal (population légale 2011 : 8 131 habitants)
- 2 sièges à pourvoir au conseil communautaire (Métropole Rouen Normandie)

|                          | Jean-Marie Masson * | DVG            | 2 267 | 69,66  | 26 | 2 |  |  |
|                          | Vincent Rabillard   | PS             | 819   | 25,16  | 3  |   |  |  |
|                          | Lido Tangheroni     | PCF            | 168   | 5,16   |    |   |  |  |
|                          |                     |                |       |        |    |   |  |  |
| Inscrits                 | Inscrits            | Inscrits       | 5 670 | 100,00 |    |   |  |  |
| Abstentions              | Abstentions         | Abstentions    | 2 279 | 40,19  |    |   |  |  |
| Votants                  | Votants             | Votants        | 3 391 | 59,81  |    |   |  |  |
| Blancs et nuls           | Blancs et nuls      | Blancs et nuls | 137   | 4,04   |    |   |  |  |
| Exprimés                 | Exprimés            | Exprimés       | 3 254 | 95,96  |    |   |  |  |
| * Liste du maire sortant |                     |                |       |        |    |   |  |  |

### Saint-Étienne-du-Rouvray
- Maire sortant : Hubert Wulfranc (PCF)
- 35 sièges à pourvoir au conseil municipal (population légale 2011 : 28 118 habitants)
- 7 sièges à pourvoir au conseil communautaire (Métropole Rouen Normandie)

|                          | Hubert Wulfranc * | PCF-PS-EELV    | 5 472  | 84,90  | 33 | 7 |  |  |
|                          | Philippe Briere   | EXG            | 973    | 15,09  | 2  |   |  |  |
|                          |                   |                |        |        |    |   |  |  |
| Inscrits                 | Inscrits          | Inscrits       | 16 671 | 100,00 |    |   |  |  |
| Abstentions              | Abstentions       | Abstentions    | 9 024  | 54,13  |    |   |  |  |
| Votants                  | Votants           | Votants        | 7 647  | 45,87  |    |   |  |  |
| Blancs et nuls           | Blancs et nuls    | Blancs et nuls | 1 202  | 15,72  |    |   |  |  |
| Exprimés                 | Exprimés          | Exprimés       | 6 445  | 84,28  |    |   |  |  |
| * Liste du maire sortant |                   |                |        |        |    |   |  |  |

### Saint-Léger-du-Bourg-Denis
- Maire sortant : Nicolle Rimasson (PS)
- 23 sièges à pourvoir au conseil municipal (population légale 2011 : 3 464 habitants)
- 1 sièges à pourvoir au conseil communautaire (communauté d'agglomération Rouen-Elbeuf-Austreberthe (CREA)})

|                | Jean-Pierre Garcia       | PG             | 893   | 59,65  | 19 | 1 |  |  |
|                | Thérèse Derivière-Julien | PS             | 604   | 40,34  | 4  |   |  |  |
|                |                          |                |       |        |    |   |  |  |
| Inscrits       | Inscrits                 | Inscrits       | 2 549 | 100,00 |    |   |  |  |
| Abstentions    | Abstentions              | Abstentions    | 885   | 34,72  |    |   |  |  |
| Votants        | Votants                  | Votants        | 1 664 | 65,28  |    |   |  |  |
| Blancs et nuls | Blancs et nuls           | Blancs et nuls | 167   | 10,04  |    |   |  |  |
| Exprimés       | Exprimés                 | Exprimés       | 1 497 | 89,96  |    |   |  |  |

### Saint-Nicolas-d'Aliermont
- Maire sortant : Blandine Lefebvre (UDI)
- 27 sièges à pourvoir au conseil municipal (population légale 2011 : 3 680 habitants)
- 6 sièges à pourvoir au conseil communautaire (CC Falaises du Talou)

|                          | Blandine Lefebvre * | DVD            | 1 260 | 62,19  | 22 | 5 |  |  |
|                          | Jacques Glinel      | DVG            | 766   | 37,80  | 5  | 1 |  |  |
|                          |                     |                |       |        |    |   |  |  |
| Inscrits                 | Inscrits            | Inscrits       | 2 826 | 100,00 |    |   |  |  |
| Abstentions              | Abstentions         | Abstentions    | 734   | 25,97  |    |   |  |  |
| Votants                  | Votants             | Votants        | 2 092 | 74,03  |    |   |  |  |
| Blancs et nuls           | Blancs et nuls      | Blancs et nuls | 66    | 3,15   |    |   |  |  |
| Exprimés                 | Exprimés            | Exprimés       | 2 026 | 96,85  |    |   |  |  |
| * Liste du maire sortant |                     |                |       |        |    |   |  |  |

### Saint-Pierre-lès-Elbeuf
- Maire sortant : Patrice Désanglois (PS)
- 29 sièges à pourvoir au conseil municipal (population légale 2011 : 8 392 habitants)
- 2 sièges à pourvoir au conseil communautaire (Métropole Rouen Normandie)

| composition du conseil municipal de Saint-Pierre-lès-Elbeuf après les élections 2014 |                      |                |              |              |        |        |  |  |
| Tête de liste                                                                        | Tête de liste        | Liste          | Premier tour | Premier tour | Sièges | Sièges |  |  |
| Tête de liste                                                                        | Tête de liste        | Liste          | Voix         | %            | CM     | CC     |  |  |
|                                                                                      | Patrice Désanglois * | PS-PCF-EELV    | 2 248        | 100,00       | 29     | 2      |  |  |
|                                                                                      |                      |                |              |              |        |        |  |  |
| Inscrits                                                                             | Inscrits             | Inscrits       | 6 535        | 100,00       |        |        |  |  |
| Abstentions                                                                          | Abstentions          | Abstentions    | 3 569        | 54,61        |        |        |  |  |
| Votants                                                                              | Votants              | Votants        | 2 966        | 45,39        |        |        |  |  |
| Blancs et nuls                                                                       | Blancs et nuls       | Blancs et nuls | 718          | 24,21        |        |        |  |  |
| Exprimés                                                                             | Exprimés             | Exprimés       | 2 248        | 75,79        |        |        |  |  |
| * Liste du maire sortant                                                             |                      |                |              |              |        |        |  |  |

### Saint-Romain-de-Colbosc
- Maire sortant : Bertrand Girardin (DVD)
- 27 sièges à pourvoir au conseil municipal (population légale 2011 : 3 838 habitants)
- 4 sièges à pourvoir au conseil communautaire (CU Le Havre Seine Métropole)

|                          | Bertrand Girardin * | DVD            | 1 090 | 55,52  | 21 | 3 |  |  |
|                          | Alain Caron         | DVG            | 873   | 44,47  | 6  | 1 |  |  |
|                          |                     |                |       |        |    |   |  |  |
| Inscrits                 | Inscrits            | Inscrits       | 2 924 | 100,00 |    |   |  |  |
| Abstentions              | Abstentions         | Abstentions    | 894   | 30,57  |    |   |  |  |
| Votants                  | Votants             | Votants        | 2 030 | 69,43  |    |   |  |  |
| Blancs et nuls           | Blancs et nuls      | Blancs et nuls | 67    | 3,30   |    |   |  |  |
| Exprimés                 | Exprimés            | Exprimés       | 1 963 | 96,70  |    |   |  |  |
| * Liste du maire sortant |                     |                |       |        |    |   |  |  |

### Saint-Valery-en-Caux
- Maire sortant : Gérard Mauger (DVD)
- 27 sièges à pourvoir au conseil municipal (population légale 2011 : 4 374 habitants)
- 7 sièges à pourvoir au conseil communautaire (CC de la Côte d'Albâtre)

| Tête de liste  | Tête de liste     | Liste          | Premier tour | Premier tour | Second tour | Second tour | Sièges | Sièges |
| Tête de liste  | Tête de liste     | Liste          | Voix         | %            | Voix        | %           | CM     | CC     |
| -------------- | ----------------- | -------------- | ------------ | ------------ | ----------- | ----------- | ------ | ------ |
|                | Dominique Chauvel | DVG            | 876          | 39,19        | 1 176       | 51,17       | 21     | 6      |
|                | Lionel Canu       | DVD            | 708          | 31,67        | 1 122       | 48,82       | 6      | 1      |
|                | Benoît Poidevin   | DVD            | 651          | 29,12        |             |             |        |        |
|                |                   |                |              |              |             |             |        |        |
| Inscrits       | Inscrits          | Inscrits       | 3 551        | 100,00       | 3 552       | 100,00      |        |        |
| Abstentions    | Abstentions       | Abstentions    | 1 224        | 34,47        | 1 140       | 32,09       |        |        |
| Votants        | Votants           | Votants        | 2 327        | 65,53        | 2 412       | 67,91       |        |        |
| Blancs et nuls | Blancs et nuls    | Blancs et nuls | 92           | 3,95         | 114         | 4,73        |        |        |
| Exprimés       | Exprimés          | Exprimés       | 2 235        | 96,05        | 2 298       | 95,27       |        |        |

### Sainte-Adresse
- Maire sortant : Patrice Gélard (UMP)
- 29 sièges à pourvoir au conseil municipal (population légale 2011 : 7 494 habitants)
- 3 sièges à pourvoir au conseil communautaire (CU Le Havre Seine Métropole)

| Tête de liste  | Tête de liste             | Liste          | Premier tour | Premier tour | Second tour | Second tour | Sièges | Sièges |
| Tête de liste  | Tête de liste             | Liste          | Voix         | %            | Voix        | %           | CM     | CC     |
| -------------- | ------------------------- | -------------- | ------------ | ------------ | ----------- | ----------- | ------ | ------ |
|                | Hubert Dejean De La Batie | UMP-UDI        | 1 646        | 46,20        | 1 822       | 51,73       | 23     | 2      |
|                | Brigitte Dufour           | DVD            | 1 235        | 34,66        | 1 136       | 32,25       | 4      | 1      |
|                | Éric Le Maistre           | DVG            | 682          | 19,14        | 564         | 16,01       | 2      |        |
|                |                           |                |              |              |             |             |        |        |
| Inscrits       | Inscrits                  | Inscrits       | 5 917        | 100,00       | 5 914       | 100,00      |        |        |
| Abstentions    | Abstentions               | Abstentions    | 2 268        | 38,33        | 2 333       | 39,45       |        |        |
| Votants        | Votants                   | Votants        | 3 649        | 61,67        | 3 581       | 60,55       |        |        |
| Blancs et nuls | Blancs et nuls            | Blancs et nuls | 86           | 2,36         | 59          | 1,65        |        |        |
| Exprimés       | Exprimés                  | Exprimés       | 3 563        | 97,64        | 3 522       | 98,35       |        |        |

### Sotteville-lès-Rouen
- Maire sortant : Pierre Bourguignon (PS)
- 35 sièges à pourvoir au conseil municipal (population légale 2011 : 28 679 habitants)
- 7 sièges à pourvoir au conseil communautaire (Métropole Rouen Normandie)

| Tête de liste            | Tête de liste        | Liste          | Premier tour | Premier tour | Second tour | Second tour | Sièges | Sièges |
| Tête de liste            | Tête de liste        | Liste          | Voix         | %            | Voix        | %           | CM     | CC     |
| ------------------------ | -------------------- | -------------- | ------------ | ------------ | ----------- | ----------- | ------ | ------ |
|                          | Luce Pane            | PS-PCF-EELV    | 3 324        | 28,90        | 3 943       | 33,22       | 24     | 6      |
|                          | Pierre Bourguignon * | DVG            | 3 206        | 27,87        | 3 748       | 31,58       | 6      | 1      |
|                          | Romain Barelle       | FN             | 1 735        | 15,08        | 1 644       | 13,85       | 2      |        |
|                          | Stéphane Delahaye    | UMP-UDI        | 1 651        | 14,35        | 1 339       | 11,28       | 2      |        |
|                          | David Querret        | EXG            | 1 323        | 11,50        | 1 192       | 10,04       | 1      |        |
|                          | Jean-Luc Robin       | EXG            | 261          | 2,26         |             |             |        |        |
|                          |                      |                |              |              |             |             |        |        |
| Inscrits                 | Inscrits             | Inscrits       | 20 368       | 100,00       | 20 368      | 100,00      |        |        |
| Abstentions              | Abstentions          | Abstentions    | 8 480        | 41,63        | 8 168       | 40,10       |        |        |
| Votants                  | Votants              | Votants        | 11 888       | 58,37        | 12 200      | 59,90       |        |        |
| Blancs et nuls           | Blancs et nuls       | Blancs et nuls | 388          | 3,26         | 334         | 2,74        |        |        |
| Exprimés                 | Exprimés             | Exprimés       | 11 500       | 96,74        | 11 866      | 97,26       |        |        |
| * Liste du maire sortant |                      |                |              |              |             |             |        |        |

### Yvetot
- Maire sortant : Émile Canu (PS)
- 33 sièges à pourvoir au conseil municipal (population légale 2011 : 11 725 habitants)
- 17 sièges à pourvoir au conseil communautaire (CC Yvetot Normandie)

| Tête de liste            | Tête de liste     | Liste          | Premier tour | Premier tour | Second tour | Second tour | Sièges | Sièges |
| Tête de liste            | Tête de liste     | Liste          | Voix         | %            | Voix        | %           | CM     | CC     |
| ------------------------ | ----------------- | -------------- | ------------ | ------------ | ----------- | ----------- | ------ | ------ |
|                          | Émile Canu *      | PS-PCF-EELV    | 1 654        | 33,52        | 2 329       | 45,01       | 25     | 13     |
|                          | Philippe Decultot | DVD            | 1 132        | 22,94        | 2 306       | 44,56       | 7      | 4      |
|                          | Charles D'anjou   | UMP-UDI        | 1 121        | 22,72        |             |             |        |        |
|                          | Annie Lemesle     | DVD            | 625          | 12,66        | 539         | 10,41       | 1      |        |
|                          | François Martot   | DVG            | 401          | 8,12         |             |             |        |        |
|                          |                   |                |              |              |             |             |        |        |
| Inscrits                 | Inscrits          | Inscrits       | 8 345        | 100,00       | 8 345       | 100,00      |        |        |
| Abstentions              | Abstentions       | Abstentions    | 3 242        | 38,85        | 3 007       | 36,03       |        |        |
| Votants                  | Votants           | Votants        | 5 103        | 61,15        | 5 338       | 63,97       |        |        |
| Blancs et nuls           | Blancs et nuls    | Blancs et nuls | 170          | 3,33         | 164         | 3,07        |        |        |
| Exprimés                 | Exprimés          | Exprimés       | 4 933        | 96,67        | 5 174       | 96,93       |        |        |
| * Liste du maire sortant |                   |                |              |              |             |             |        |        |